# Stanko Poklepović
Stanko Poklepović  (Split, 1938. április 19. – Split, 2018. december 24.) horvát labdarúgó, edző.

## Pályafutása
Játékos pályafutását teljes egészében szülővárosa Split munkáscsapatában, az RNK Splitben töltötte. Edzői pályafutása is itt kezdődött, még igazolt labdarúgóként kezdte a csapatot vezetni. Később számos jugoszláv és horvát csapat kispadján ült, de megfordult Ciprus, Irán és Szlovénia csapatainál is. Az 1999–2000-es szezonban Magyarországon dolgozott a Ferencváros vezetőedzőjeként.
Az első horvát bajnokság aranyérmes csapata, a Hajduk Split edzője volt 1992-ben. Az iráni Perszepolis FC vezetőjeként két bajnoki címet is szerzett, és mindkét ott töltött szezonjában (1996, 1997) az év edzőjének választották.
Háromszor nyerte meg csapatával a Horvát Kupát. 1999-ben az NK Osijek, 1993-ban és 2010-ben a Hajduk Split vezetőedzőjeként lett kupagyőztes. 2015-ben újra leült a hajduk Split kispadjára, ekkor ő volt Európában a legidősebb edző, aki élvonalbeli klubcsapatot irányított.
Két válogatott szövetségi kapitányi posztját is ellátta, Horvátország és Irán válogatottjának élén is állt, de egyik helyen sem volt sikeres. A horvát válogatottal 4 mérkőzésén csak 1 győzelmet és 1 döntetlent szerzett, Iránban ugyancsak 4 mérkőzéséből 1 győzelem és 2 döntetlen jutott.

## Halála
Stanko Poklepović 2018. december 24-én hunyt el Splitben, hosszan tartó betegség után, 80 éves korában.

## Sikerei, díjai

### Edzőként
HNK Hajduk Split
- Horvát bajnok (1): 1992
- Horvát kupagyőztes (1): 2009–10
- Horvát Szuperkupa-győztes (1): 1992

NK Osijek
- Horvát kupagyőztes (1): 1998–99

Perszepolis Teherán
- Iráni bajnok (2): 1995–96, 1996–97